# فالتر هاومر
فالتر هاومر (بالألمانية: Walter Haummer)‏ (مواليد 22 نوفمبر 1928) هو لاعب كرة قدم. يلعب مع منتخب النمسا لكرة القدم. سبق له أن لعب في كأس العالم لكرة القدم مع منتخب بلاده.

## مسيرته الكروية
لعب فالتر هاومر خلال مسيرته الاحترافية مع نادِ واحدٍ في اثنا عشر موسمًا وسجل خلالها 140 هدف ضمن 258 مباراة. ولم يفز بأي موسم بالكأس أو بالدوري.
خاض فالتر هاومر مسيرته مع واكر فيينا ‏ في موسم 1949–50 ليلعب معه اثنا عشر موسمًا، مشاركًا في 258 مباراة سجل خلالها 140 هدف.

## روابط خارجية
- فالتر هاومر على موقع الاتحاد الدولي (مؤرشف)  (الإنجليزية)
- فالتر هاومر على موقع قاعدة بيانات كرة القدم.إي يو (الإنجليزية)
- فالتر هاومر على موقع ناشيونال فوتبول تيمز (الإنجليزية)
- فالتر هاومر على موقع عالم كرة القدم.نت (الإنجليزية)